# Elizabeth (Misisipi)
Elizabeth es un lugar designado por el censo ubicado en el condado de Washington en el estado estadounidense de Misisipi. En el Censo de 2020 tenía una población de 127 habitantes y una densidad poblacional de 154,88 habitantes por km². Fue incluido como CDP en el censo de 2020. 

## Geografía
Elizabeth se encuentra ubicado en las coordenadas 33°25′25″N 90°52′42″O / 33.42361, -90.87833.Según la Oficina del Censo de los Estados Unidos,  tiene una superficie total de 0,82 km², todos correspondientes a tierra firme.